# Job Durupt
Job Durupt, né le 15 février 1931 à Nancy et mort le 15 mars 2017 à Vandœuvre-lès-Nancy (Meurthe-et-Moselle),, est un homme politique français, député de Meurthe-et-Moselle et conseiller régional de Lorraine, membre du PS puis du MDC.

## Biographie
Architecte de profession, Job Durupt est le fils de Léo Durupt et le père de quatre enfants dont le photographe Gilles Durupt.
Il est le maire de la commune de Tomblaine (Meurthe-et-Moselle) de 1971 à 2001 et conseiller général du canton de Saint-Max de 1973 à 1982.
Le 2 juillet 1981, il est élu député pour la deuxième circonscription de Meurthe-et-Moselle avec le groupe PS. Réélu deux fois de suite, il siège à l'Assemblée nationale jusqu'au 21 octobre 1988, date à laquelle il est remplacé par Gérard Léonard après l'invalidation de son élection.
Depuis la rentrée 2021, une école nouvellement construite sur la commune porte son nom.

## Détail des fonctions et des mandats

### Mandats parlementaires
- 21 juin 1981 - 1er avril 1986 : député de la 2e circonscription de Meurthe-et-Moselle
- 16 mars 1986 - 14 mai 1988 : député de Meurthe-et-Moselle

### Mandats municipaux
- 1971 à 2001 : maire de Tomblaine